# Caffrocrambus galileii
Caffrocrambus galileii là một loài bướm đêm trong họ Crambidae.